# Грабија (Лука)
Грабија је насеље у Италији у округу Лука, региону Тоскана.
Према процени из 2011. у насељу је живело 15 становника. Насеље се налази на надморској висини од 482 м.